# 布引温泉
布引温泉（ぬのびきおんせん）は、長野県小諸市にある温泉。ここでは布引温泉こもろ、あぐりの湯こもろについて述べる。

## 概要
小諸市と横浜市の個人がボーリングを行い1978年（昭和53年）9月に噴出した。小諸市はこの温泉を利用した施設の建設を検討していたものの、しばらくの間は利用されず千曲川に放流されていた。そのため小諸市は1980年（昭和55年）3月30日より希望者に温泉を無償提供していた。現在は温泉施設が2軒存在する。

### 布引温泉こもろ
1983年（昭和58年）7月開業の「国民年金保養センターこもろ」が前身である宿泊施設。
源泉は低張性弱アルカリ性ナトリウム塩化物泉である布引温泉2号泉を用いており、関節リウマチや乾燥肌などに効能がある。日帰り利用も可能。
かつて同地には桝形城があり、付近には武田信繁の墓所もある。

### あぐりの湯こもろ
1999年（平成11年）10月開業の日帰り入浴施設。
低張性弱アルカリ性ナトリウム塩化物泉で、2号泉よりやや低温。
直売所、および20460㎡に及ぶいちご園を併設している。

## 交通
- 小諸駅から車で7分、または徒歩1時間少々。

### 注
1. ↑  小諸市が農水省の補助金を受け建設し，JA浅間に運営を委託している農村資源活用交流施設。